# Federatie Nederlandse Vakbeweging
De Federatie Nederlandse Vakbeweging (FNV) is de grootste Nederlandse vakbond. De FNV is een vereniging en een belangrijke speler op het gebied van werk en inkomen. De vakbond bestaat uit een centrale bond, aangevuld met meerdere sectorale bonden die specifieke beroepsgroepen en sectoren vertegenwoordigen. De FNV streeft naar het waarborgen van werknemersbelangen, het bevorderen van eerlijke arbeidsvoorwaarden en het beschermen van werknemersrechten op nationaal niveau. 

## Geschiedenis
De FNV ontstond in 1976 toen het sociaaldemocratische Nederlands Verbond van Vakverenigingen (NVV) en het Nederlands Katholiek Vakverbond (NKV) intensief gingen samenwerken. Op 1 januari 1981 gingen de NVV en de NKV formeel op in de FNV, een vakcentrale met een federaal karakter. Deze bestond uit een aantal grotere en kleinere bonden die elk een (aantal) sectoren vertegenwoordigen. 
In 2011 leidde een crisis rondom de vernieuwing van het pensioenstelsel bijna tot een splitsing en het einde van de FNV. Er werd geconstateerd dat het federale model niet meer werkte, omdat door verscheidene fusies de grootste bonden, zoals Abvakabo FNV, FNV Bondgenoten en FNV Bouw te veel macht kregen. Op 1 januari 2015 zijn Abvakabo FNV, FNV Bondgenoten, FNV Bouw, FNV Sport en de FNV Vakcentrale gefuseerd tot een ongedeelde FNV. Ook FNV Kiem en FNV Zelfstandigen zijn toegetreden tot de grootste vakbond van Nederland. Ook heeft FNV een jongerentak: FNV Jong (ook bekend als FNV Young & United). 
Daarmee is de FNV grotendeels een vakbondsorganisatie geworden met eigen individuele leden, en voor een kleiner deel een vakcentrale. Bijvoorbeeld de Algemene Onderwijsbond en de Nederlandse Vereniging van Journalisten zijn sectorale bonden die zijn aangesloten is bij de FNV.

## Structuur
De FNV bestaat uit een vereniging met meerdere sectoren en aangesloten zelfstandige bonden. Deze telde in 2003 bijna 1 miljoen leden. In totaal waren er toen circa 1,9 miljoen mensen in Nederland lid van een vakbond.
De FNV heeft een organisatiestructuur met een ledenparlement (de algemene ledenvergadering (ALV)), een dagelijks bestuur en een algemeen bestuur. Het algemeen bestuur van de FNV heeft als taak om de FNV-vereniging te sturen en bestaat uit 17 personen. De vereniging heeft een werkorganisatie in dienst die (via het Dagelijks Bestuur) wordt aangestuurd door een directeur. De voorzitter van de FNV zit zowel het algemeen als het dagelijks bestuur voor. Het dagelijks bestuur draagt verantwoordelijkheid voor de dagelijkse uitvoering van het door het ledenparlement bepaalde FNV-beleid en doet dit binnen de kaders van het Algemeen Bestuur. Het dagelijks bestuur bestaat uit 7 personen. De leden van het dagelijks bestuur maken ook onderdeel uit van het algemeen bestuur. Het Algemeen Bestuur is het enige juridische bestuur volgens Burgelijk Wetboek.
De verkiezing van een nieuw bestuur en een nieuwe voorzitter werd in 2025 opgeschort. Het ledenparlement van de vakbond, de raad van toezicht en het bestuur waren overeengekomen, dat er een interim-bestuur moest komen, in afwachting van die uitgestelde interne verkiezingen. Het betekende dat de toenmalige bestuursleden per 7 maart 2025 moesten vertrekken. Er werd per 11 maart 2025 een tijdelijk bestuur aangesteld, met Henk de Jong als interim voorzitter, samen met de enkele dagen later aangestelde Carolien Bijen (penningmeester) en Miranda Diependaal (algemeen secretaris). Het werd aangesteld met de opdracht zich in eerste instantie te richten op het herstellen van vertrouwen binnen de vereniging en de werkorganisatie. Er werden twee interne onderzoeken ingesteld naar de oorzaak van de bestuurlijke chaos. Met ingang van 12 mei 2025 heeft de Raad van Toezicht in overleg met het Ledenparlement besloten het contract niet te verlengen en heeft 13 mei 2025 een nieuw interim bestuur aangesteld. Het bestaat uit: Dick Koerselman (interim voorzitter), Petra Bolster (interim vice voorzitter), Willem Noordman (interim penningmeester) en Leo Hartveld (interim algemeen secretaris). De belangrijkste opdracht voor het nieuwe interim bestuur is het verkiezingsproces voor het nieuwe FNV Algemeen Bestuur te hervatten.

### Ledenparlement
Het ledenparlement vormt het hoogste orgaan van de FNV en bestaat uit 104 leden. Elk van de sectoren heeft zijn eigen vertegenwoordiger in het ledenparlement, die democratisch wordt gekozen. Bovendien kunnen door de FNV erkende Netwerken, zoals het Netwerk Arbo FNV, Netwerk Veteranen, FNV Netwerk Regenboog, Netwerk Wereldburgers FNV enz. afgevaardigden naar het ledenparlement sturen. Deze afgevaardigden hebben wel spreekrecht, maar geen stemrecht. Aangesloten bonden en direct aangesloten sectoren, die op basis van hun ledenaantal geen recht hebben op een zetel, hebben op basis van een bepaling in de statuten toch een zetel. 

### Sectoren 2025-2029
- FNV Bouwen & Wonen
- FNV Diensten
- FNV Handel
- FNV Industrie & Agrarisch
- FNV Jong
- FNV Metaal
- FNV Overheid
- FNV Senioren
- FNV Uitkeringsgerechtigden
- FNV Vervoer
- FNV Zelfstandigen
- FNV Zorg & Welzijn

### Zelfstandige bonden als lid van de FNV
De FNV is grotendeels een vakbondsorganisatie met individuele leden, maar ook een organisatie samen met zelfstandige bonden. Hieronder volgt een overzicht van de zelfstandige bonden die zijn aangesloten bij de FNV, met vermelding van hun bijbehorende sectoren en het aantal leden:
| Bond                                             | Sector                        | Leden  |
| ------------------------------------------------ | ----------------------------- | ------ |
| Algemene Federatie van Militair Personeel (AFMP) | Militairen                    | 25.000 |
| Algemene Onderwijsbond (Aob)                     | Onderwijs                     | 84.064 |
| FNV Horecabond                                   | Horeca, catering en recreatie | 24.000 |
| Marechausseevereniging (MARVER)                  | Marechaussee                  | 25.000 |
| FNV Mooi                                         | Uiterlijke verzorging         | 10.000 |
| Nautilus International                           | Maritiem                      | 5.500  |
| Nederlandse Politiebond (NPB)                    | Politie                       | 25.000 |
| Nederlandse Vereniging van Journalisten (NVJ)    | Journalistiek                 | 8.000  |
| NL Sporter                                       | Topsport                      | 1.000  |
| Vereniging van Contractspelers (VVCS)            | Profvoetbal                   | 800    |

## Dienstverlening
De Collectieve arbeidsovereenkomst (CAO) is een belangrijk instrument dat door de FNV wordt gebruikt om de belangen van werknemers te behartigen en hun arbeidsvoorwaarden te waarborgen. Ruim twee miljoen werknemers in Nederland vallen onder een CAO die door de FNV is afgesloten. De FNV onderhandelt met werkgevers om tot CAO's te komen die de belangen van werknemers in verschillende sectoren vertegenwoordigen.   
Naast het afsluiten van collectieve arbeidsovereenkomsten, biedt de FNV haar leden ook uitgebreide individuele rechtsbijstand bij problemen met werk of inkomen. Werknemers die in een conflictsituatie met hun werkgever belanden, kunnen rekenen op juridische bijstand van juristen van de FNV. Bijvoorbeeld als gaat om onterecht ontslag, achterstallig loon, discriminatie op de werkvloer of andere arbeidsrechtelijke geschillen. De FNV Ledenservice houdt voor de leden spreekuren in lokale FNV vakbondshuizen.   
Een andere dienst die de FNV aan haar leden biedt, is hulpverlening bij letselschade en beroepsziekten. Werknemers die tijdens hun werk letsel oplopen of getroffen worden door ziekten als gevolg van hun beroep, kunnen rekenen op de expertise van de FNV om hun rechten te verdedigen.
Verder biedt de FNV de FNV Belastingservice aan. Dit is een ISO-gecertificeerde dienstverlenende afdeling, die voor alle bij de FNV aangesloten bonden werkt. De invullers worden opgeleid door instructeurs, die zelf ook jaarlijks worden bijgeschoold. Die vrijwillige invullers hebben in 2023 fysiek in de vakbondscentra en telefonisch volgens opgave van de Belastingdienst tot en met 1 januari 2024 zo'n 44.389 aangiften van FNV-leden afgehandeld. Dit is exclusief toeslagen. Deze zijn niet meegenomen bij de telling.

## Internationaal
De FNV is vertegenwoordigd in de Internationale Arbeidsorganisatie (ILO) van de Verenigde Naties. De ILO stelt internationale arbeidsnormen op, en bestaat uit werkgevers, werknemers en overheden.
De FNV is lid van het Europees Verbond van Vakverenigingen (EVV) en het Internationaal Vakverbond (IVV). Het IVV is een wereldwijde vakorganisatie en vertegenwoordigt 170 miljoen leden. Het is een forum voor regelmatig contact met federaties van vakbonden uit de hele wereld. Bonden steunen elkaar, wisselen informatie uit en voeren gezamenlijke activiteiten en campagnes. Het IVV coördineert de bevordering van sociale normen in internationale handel of spreekt het Internationaal Monetair Fonds (IMF) en de Wereldbank aan op de sociale gevolgen van hun economische aanpassingsprogramma’s. Daarnaast zet het IVV zich actief in voor de naleving van vakbondsrechten.

### Mondiaal FNV
Mondiaal FNV is de afdeling van de FNV die zich richt op internationale solidariteit. Via deze afdeling wordt vakbondswerk in Afrika, Azië en Latijns-Amerika met middelen van het ministerie van Buitenlandse Zaken, van de FNV en FNV-bonden gesteund.
Sinds 1975 heeft de FNV een relatie met de minister van Ontwikkelingssamenwerking in de vorm van het Vakbondsmedefinancieringsprogramma (VMP). De kern van dit werk is het geven van steun aan vakbonden in ontwikkelingslanden. In 1982 richtte de FNV het Internationaal Solidariteitsfonds Wij en Zij op. In 1988 kwam een integratie van het Vakbondsmedefinancieringsprogramma en het Solidariteitsfonds Wij en Zij tot stand. Wij en Zij werd in 1997 omgevormd tot het huidige Mondiaal FNV.
Mondiaal FNV zet zich in voor de versterking van democratische, onafhankelijke en representatieve vakbonden in Azië, Afrika, Latijns-Amerika en de MENA-regio. In samenwerking met deze vakbonden en hun mondiale vakorganisaties stimuleert de FNV Decent Work for All of Gewoon goed werk.

## Lokaal FNV
Lokaal FNV is een vrijwilligersnetwerk dat door heel Nederland afdelingen heeft en op lokaal niveau probeert de politieke ontwikkelingen op het gebied van werk en inkomen te beïnvloeden. Hiermee wordt gelobbyd op lokaal niveau, door FNV leden in hun eigen omgeving. De lokale netwerken verzorgen ook de huldigingen van de jubilarissen in hun gebied.

## Politiek
FNV heeft in de jaren 1990 leden geroyeerd die ook lid waren van de Centrumdemocraten van Hans Janmaat en de Nederlandse Volks-Unie. In 1993 zou 3 procent van de FNV-leden op de CD stemmen, dat bleek uit een representatief onderzoek van de UVA onder ruim duizend FNV-leden. De FNV noemde het percentage CD stemmers “zeer spijtig en treurig”, maar was tegelijk niet echt verrast omdat het ledenbestand in alle opzichten een afspiegeling van de Nederlandse bevolking is. De uitkomst van het onderzoek was wel aanleiding om de bewustwording en scholing van leden te intensiveren. Het royeren van leden was alleen aan de orde als ze hun voorkeur voor de CD openlijk uitspraken. “Maar de meeste mensen lopen daar niet mee te koop”, aldus een woordvoerster.